# Carl Sprengel

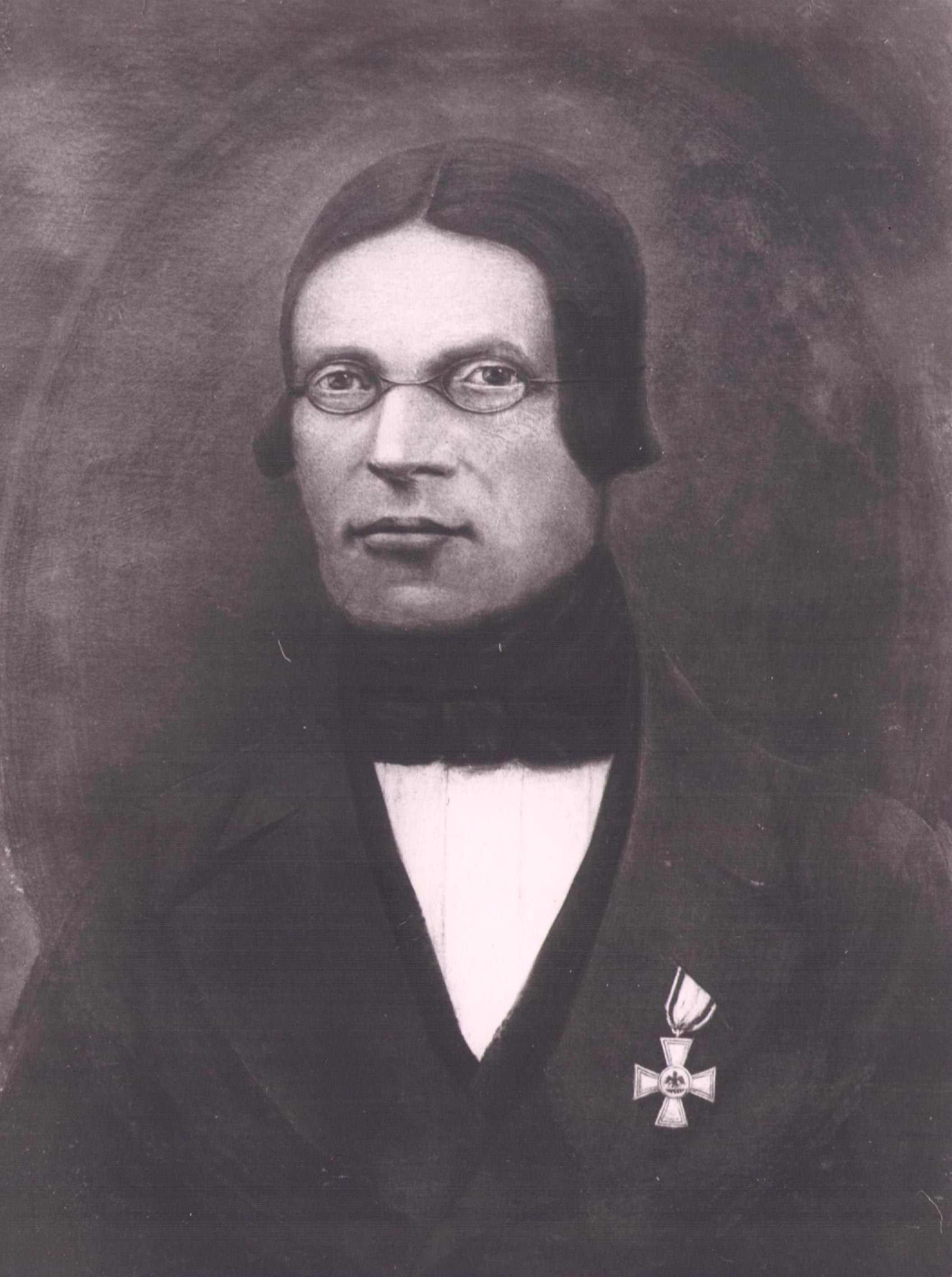
Carl Sprengel

Philipp Carl Sprengel (* 29. März 1787 in Schillerslage; † 21. April 1859 in Stettin) war ein deutscher Agrarwissenschaftler. Mit den Erkenntnissen der Agrikulturchemie wollte er den Ackerbau „der höchsten Vollendung entgegen führen“. Gemeinsam mit Albrecht Daniel Thaer und Justus von Liebig gehört er zu den geistigen Wegbereitern der neuzeitlichen Landbauwissenschaft.

## Lehrjahre und Studienreisen

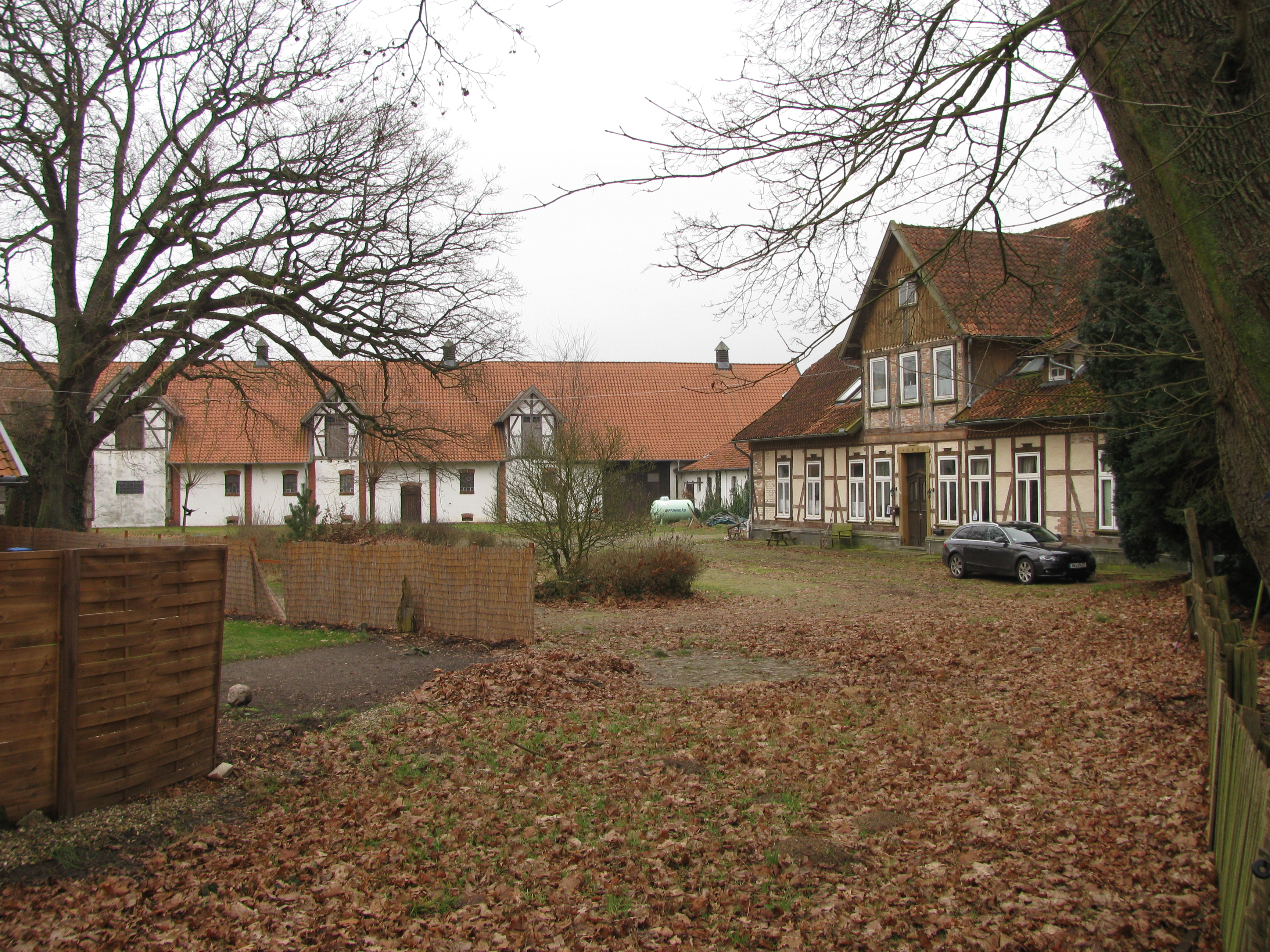
Geburtshaus Carl Sprengels in Schillerslage

Carl Sprengel war Sohn eines hannoverschen Postverwalters. Seine Jugendzeit verlebte er auf dem Halbmeierhof seines Vaters, der als Poststation diente. Er wurde durch Hauslehrer unterrichtet und hatte frühzeitig den Wunsch, Landwirt zu werden. Als 15-Jähriger gehörte er zu den ersten Schülern Albrecht Daniel Thaers, der 1802 in Celle ein landwirtschaftliches Lehrinstitut eingerichtet hatte. Als Thaer 1804 sein Institut in das preußische Möglin verlegte (Landwirtschaftliche Akademie Möglin), folgte Sprengel seinem Lehrer. Bis 1808 war er als Mitarbeiter am neuen Thaerschen Institut tätig, zuletzt als Wirtschaftsinspektor des Mögliner Gutsbetriebes.
Fast zehn Jahre lang war dann Sprengel in der landwirtschaftlichen Praxis tätig, vor allem als Berater auf Gutsbetrieben in der Oberlausitz, in Thüringen, Schlesien und Sachsen. Während dieser Zeit verbrachte er allerdings die Wintermonate meistens in Dresden, wo er neuere Sprachen lernte und Vorlesungen über Chemie hörte. Von 1817 bis 1820 unternahm er ausgedehnte Studienreisen, um die besten Methoden im Landbau kennenzulernen. Sie führten ihn durch viele deutsche Länder, in die Niederlande, nach Frankreich und Belgien und in die Schweiz. Dort besuchte er auch den seinerzeit weltberühmten landwirtschaftlichen Musterbetrieb von Philipp Emanuel von Fellenberg.

## Student und Dozent an der Universität Göttingen
Durch seinen Lehrer Albrecht Daniel Thaer, durch seine Erfahrungen in der landwirtschaftlichen Praxis, durch seine Reisen, sowie durch das Studium der Fachliteratur war Sprengel überzeugt, dass die Erträge der Kulturpflanzen nur dann gesteigert werden können, wenn die neuen Erkenntnisse der Naturwissenschaften Eingang in die landwirtschaftliche Praxis finden. Nach seinem Verständnis konnte in Zukunft nur noch derjenige ein erfolgreicher Landwirt sein, der auch eine naturwissenschaftliche Ausbildung besitze.
Sprengel entschloss sich, dieser „vollkommene“ Landwirt zu werden. Zwar hatte er sich bereits während seiner Tätigkeit am Thaerschen Institut solide naturwissenschaftliche Kenntnisse aneignen können, trotzdem begann er im Alter von 34 Jahren noch ein Hochschulstudium. 1821 immatrikulierte sich der erfahrene landwirtschaftliche Praktiker an der Universität Göttingen und wurde „Student der Naturwissenschaften“. Er studierte Chemie, Physik, Botanik, Mineralogie, Geologie und Mathematik und besuchte landwirtschaftliche Vorlesungen. Am 18. November 1823 wurde er nach einer hervorragenden Prüfung in den Fächern Chemie und Ökonomie zum Dr. phil. promoviert.
Nach der Promotion blieb Sprengel zunächst in Göttingen. 1826 wurde ihm die Lehrbefugnis erteilt. Im Wintersemester 1827/28 hielt er als Privatdozent eine fünfstündige Vorlesung über „Agricultur-Chemie“, die erste Vorlesung über dieses Fachgebiet, die an einer deutschen Universität gehalten worden ist. In den folgenden Jahren kündigte Sprengel auch Vorlesungen über Landwirtschaft an. Seine Kenntnisse über die in der landwirtschaftlichen Praxis üblichen Anbaumethoden der Kulturpflanzen vervollständigte er durch Studienreisen in allen Provinzen des Königreiches Hannover. Außerdem schrieb er ein zweibändiges Lehrbuch über Agrikulturchemie. Die meiste Zeit verbrachte er jedoch im Laboratorium des Chemikers Friedrich Stromeyer. Dort analysierte er Böden, Pflanzen und Düngemittel.

## Mineralstofftheorie und Minimumgesetz
1826 widerlegte Sprengel die bis dahin allgemein anerkannte Humustheorie. Dieser Theorie lag die Annahme zugrunde, dass die Pflanzen sich nur von solchen Stoffen ernähren können, die ihnen gleichartig sind. Als der Pflanzensubstanz gleichartig wurde der Humus angesehen. Sprengel konnte jedoch mit neuen Analysenmethoden nachweisen, dass die düngende Wirkung des Humus vornehmlich auf die in ihm enthaltenen Nährstoffe zurückzuführen ist. Erstmals hat er über diese Erkenntnis in der „Zeitschrift für die gesammte Naturlehre“ (Bd. 8, 1826) berichtet.
Die Ergebnisse der Humusforschung führten Sprengel direkt zur Frage der Mineralstoffernährung der Pflanzen. Vor allem durch den Vergleich von Daten aus Boden-, Pflanzen- und Düngemittelanalysen kam er zu der Erkenntnis, dass die in den Pflanzen vorhandenen Mineralstoffe als lebensnotwendige Nährstoffe angesehen werden müssen. Sein mehrteiliger, 1828 im „Journal für technische und ökonomische Chemie“ veröffentlichter Beitrag unter dem Titel „Von den Substanzen der Ackerkrume und des Untergrundes …“ war der entscheidende gedankliche Durchbruch zur neuzeitlichen Lehre von der Mineralstoffernährung der Pflanzen und damit die Basis für eine auf naturwissenschaftlichen Grundlagen fußende Düngerlehre.
In diesem Beitrag aus dem Jahre 1828 findet sich auch die über ein Jahrhundert lang vergessene Aussage: „Wenn eine Pflanze zwölf Stoffe zu ihrer Ausbildung bedarf, so wird sie nimmer aufkommen, wenn nur ein einziger an dieser Zahl fehlt, und stets kümmerlich wird sie wachsen, wenn einer derselben nicht in derjenigen Menge vorhanden ist, als es die Natur der Pflanze erheischt“ (Bd. 3, 1828, S. 93). Sprengel hatte damit als erster das „Gesetz vom Minimum“ (Minimumgesetz) – deutlich vor Justus von Liebig – klar und eindeutig formuliert. Allerdings fehlten in dieser Fassung noch die wichtigen nichtstofflichen Faktoren wie Wärme, Licht etc., die Liebig dann einbezog.

## Professor für Landwirtschaftslehre in Braunschweig
Sprengels Tätigkeit in Göttingen, den Landwirten allein mit Aufsätzen in Zeitschriften oder mit Lehrbüchern naturwissenschaftliches Wissen zu vermitteln und die sich daraus ergebenden Konsequenzen für die Düngungspraxis nahezubringen, hatte wenig Erfolg. Sprengel sah ein, dass sich die neue Lehre von der Mineralstoffernährung in der landwirtschaftlichen Praxis nur dann durchsetzen werde, wenn deren Richtigkeit durch entsprechende Feldversuche überzeugend demonstriert werden kann. Seine wiederholten Initiativen, in Göttingen eine diesem Hauptzweck dienende Experimental- und Musterwirtschaft einzurichten, schlugen jedoch fehl.
1831 verließ Sprengel Göttingen und siedelte nach Braunschweig über. Die sehr fortschrittliche braunschweigische Regierung plante, am dortigen Collegium Carolinum ein Institut für Land- und Forstwirtschaft einzurichten. Sprengel hatte den an ihn ergangenen Ruf, dieses Institut mit aufzubauen und später dessen Leitung zu übernehmen, angenommen. Hier schien sich für ihn die große Chance zu bieten, einen landwirtschaftlichen Musterbetrieb in eigener Regie zu übernehmen, um mit großflächigen Feldversuchen die Landwirte von der Richtigkeit der neuen Düngungslehre zu überzeugen.
Aus verschiedenen Gründen, vor allem jedoch durch persönliche Differenzen Sprengels mit seinem unmittelbaren Vorgesetzten, verzögerte sich die Einrichtung des Instituts und die Bereitstellung von Versuchsflächen. Deshalb widmete sich Sprengel zunächst wieder schriftstellerischer Tätigkeit. Von 1834 bis 1836 war er Redakteur der neu gegründeten „Land- und Forstwirthschaftlichen Zeitschrift für Braunschweig, Hannover und die angrenzenden Länder“. In diesem Fachjournal veröffentlichte er auch eigene Beiträge. Erst Ende 1835 konnte der Lehrbetrieb am Collegium Carolinum aufgenommen werden. Sprengel, im gleichen Jahr zum Professor ernannt, unterrichtete Landwirtschaftslehre und Agrikulturchemie. Im Wintersemester 1835/36 führte er das erste agrikulturchemische Praktikum an einer deutschen Hochschule durch.
Das Hauptanliegen Sprengels, in Braunschweig eine Experimentalwirtschaft zu etablieren, um den Landwirten die Wirksamkeit sachgerechter Mineraldüngung durch großflächige Feldversuche zu demonstrieren, blieb jedoch Wunschtraum. Sprengel konnte lediglich mit Unterstützung des „Land- und Forstwirthschaftlichen Vereins zu Braunschweig“ ein kleines, mehr oder weniger privates Versuchsfeld anlegen. Dem neu gegründeten Institut am Collegium Carolinum standen zwar zwei Domänenbetriebe für die praktische Unterweisung der Studierenden zur Verfügung, doch erschöpfte sich der Kontakt zu diesen Betrieben in gelegentlichen Exkursionen. Die Anstellung von eigenen, praxisgerechten Feldversuchen blieb Sprengel verwehrt.

## Autor wegweisender Lehr- und Handbücher
Dass sich der Wunsch Sprengels, einen landwirtschaftlichen Versuchsbetrieb in eigener Regie zu übernehmen, während seiner Tätigkeit in Braunschweig nicht erfüllte, kann rückblickend jedoch als ein Glücksfall für die Wissenschaftsgeschichte des Landbaus betrachtet werden. Innerhalb von dreieinhalb Jahren, vom Herbst 1835 bis zum Frühjahr 1839, schrieb er drei wegweisende Lehr- und Handbücher, die die Entwicklung der traditionellen Landwirtschaftslehre zu einer auf naturwissenschaftlichen Erkenntnissen basierenden Landbauwissenschaft nachhaltig beeinflussten.
Als erstes Buch erschien 1837 Die Bodenkunde oder die Lehre vom Boden. In diesem Werk hat Sprengel die verschiedenen Böden nicht nur als geologisch-mineralische Verwitterungsprodukte, sondern vor allem als Standorte für den Anbau von Kulturpflanzen beschrieben. Beeindruckend wirkt auch heute noch, welche vielfältigen Wechselbeziehungen zwischen Gestein, Boden und Pflanze von Sprengel aufgezeigt werden. Besonders hat er auf die Bedeutung des Unterbodens für das Pflanzenwachstum hingewiesen und empfohlen, bei chemischen Bodenanalysen stets die Nährstoffe in den unteren Bodenschichten mit zu untersuchen. Das Werk, das auch eine von dem am Braunschweiger Collegium Carolinum wirkenden Chemiker Friedrich Julius Otto verfasste Anleitung zur chemischen Analyse der Ackerböden enthält, ist das erste, an den Bedürfnissen der Landwirtschaft orientierte wissenschaftliche Lehrbuch der Bodenkunde überhaupt.

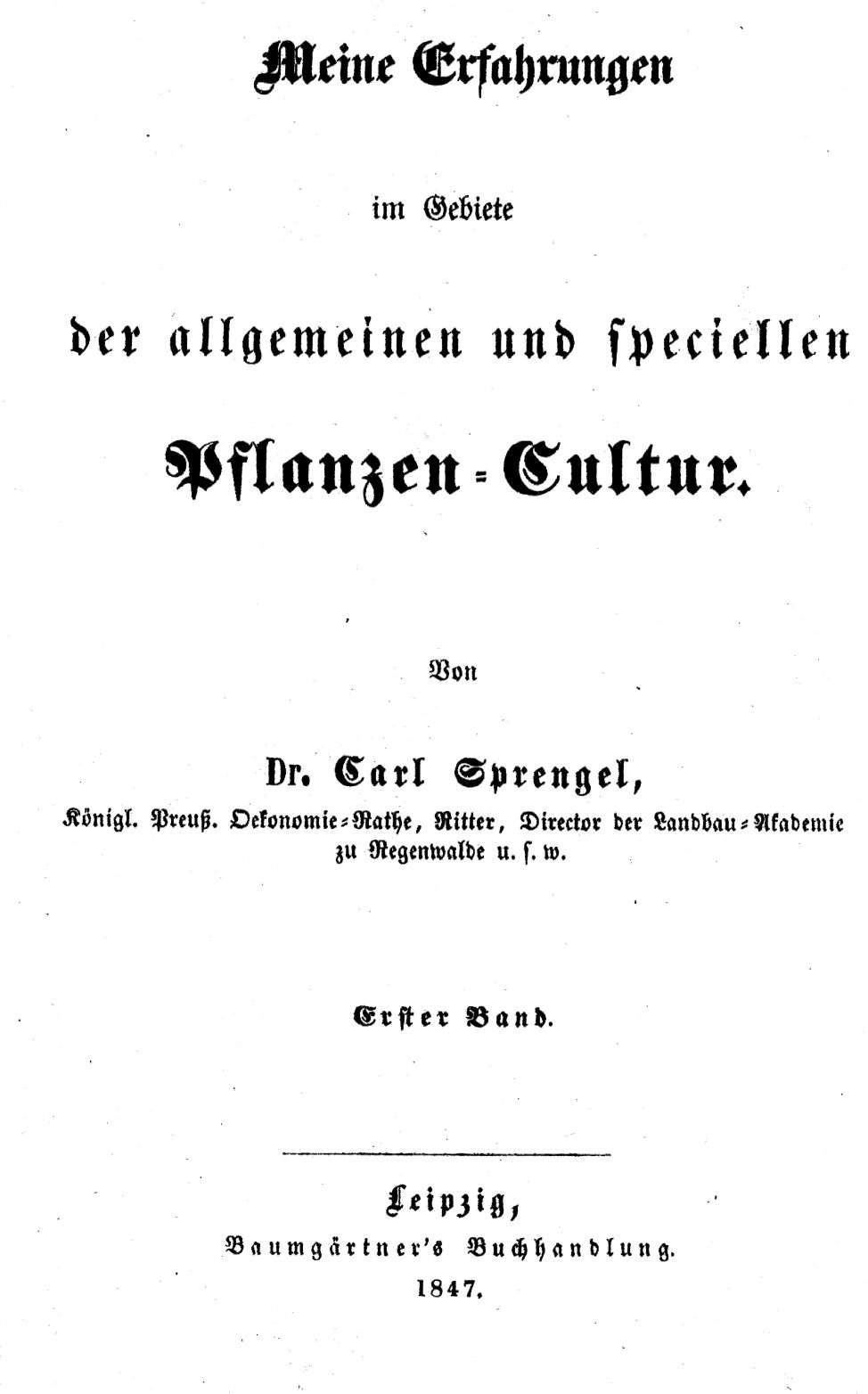
Titelblatt eines Buches von Carl Sprengel

1838 veröffentlichte Sprengel Die Lehre von den Urbarmachungen und Grundverbesserungen. In diesem Buch gibt er einen fundierten Überblick über die Methoden, meliorationsbedürftige Böden in ertragreiche Ackerbau- und Wiesenstandorte zu überführen. Überzeugt davon, dass nur ein mit den Methoden der Naturwissenschaften vertrauter Landwirt ein erfolgreicher Landwirt sein kann, verlangte Sprengel bei den für Meliorationsmaßnahmen notwendigen Bodenschätzungen nur solche Landwirte einzusetzen, die auch erfahrene Boden- und Pflanzenkenner sind.
1839 erschien schließlich Die Lehre vom Dünger, ein Handbuch über die Ernährungslehre der Kulturpflanzen mit einer detaillierten Beschreibung aller damals in der landwirtschaftlichen Praxis verwendeten Düngemittel. Mit diesem Buch hatte Sprengel eine so weit vorausschauende, auf naturwissenschaftlichen Erkenntnissen basierende Düngerlehre geschaffen, dass sie in weiten Teilen auch heute noch der gültigen Lehrmeinung entspricht.
Sicherlich lag es nicht in der Absicht Sprengels, mit diesen drei Lehr- und Handbüchern, die heute zu den „Klassikern“ der wissenschaftlichen Landbauliteratur gehören, die Verselbständigung von Teilgebieten der Landwirtschaftslehre betreiben zu wollen. Er sah in der Landwirtschaftslehre stets „eine geschlossene Einheit“. Aus wissenschaftshistorischer Sicht hat er jedoch mit diesen drei Büchern die Verselbstständigung von Teilgebieten der traditionellen Landwirtschaftslehre (Bodenkunde, Kulturtechnik und Pflanzenernährung) entscheidend gefördert.

## Erfüllung des Lebenszieles in Regenwalde
Im Juli 1839 folgte Sprengel einem Ruf nach Preußen. Ludolph von Beckedorff, Präsident der Pommerschen Ökonomischen Gesellschaft, wurde sein großer Förderer. Er hatte ihm das Angebot gemacht, Generalsekretär seiner Gesellschaft zu werden. Sprengel nahm seinen Wohnsitz in Regenwalde (heute: Resko) und begann erneut, nunmehr bereits 52 Jahre alt, unter wesentlich günstigeren Voraussetzungen als acht Jahre zuvor in Braunschweig, seine Pläne und Ideen zu verwirklichen. 1842 gründete er ein privates landwirtschaftliches Lehrinstitut, das alsbald mit staatlichen Mitteln unterstützt wurde und sich seit 1846 „Landbau-Academie zu Regenwalde“ nannte. Auf einer großen Versuchswirtschaft konnte Sprengel nun endlich großflächige Düngungsversuche nach seinen eigenen Vorstellungen durchführen. Außerdem gründete er eine Ackergeräte-Fabrik, die bis zum Ende des Zweiten Weltkrieges ein erfolgreiches Wirtschaftsunternehmen in Regenwalde war.
Trotzdem blieb Sprengel in Regenwalde weiterhin literarisch tätig. Von 1840 bis 1853 war er Redakteur der neu gegründeten Allgemeinen Landwirthschaftlichen Monatsschrift. Sein wissenschaftliches Lebenswerk krönte er jedoch nochmals mit einem Lehrbuch. Das zwischen 1847 und 1852 erschienene dreibändige Werk unter dem Titel Meine Erfahrungen im Gebiete der allgemeinen und speciellen Pflanzen-Cultur gehört zu den besten Pflanzenbau-Lehrbüchern, die je in deutscher Sprache geschrieben worden sind. Klar, übersichtlich und frei von Spekulationen hat Sprengel hier sowohl das traditionelle Erfahrungswissen als auch die neuen wissenschaftlichen Erkenntnisse über den Anbau der wichtigsten mitteleuropäischen Kulturpflanzen zu einer geschlossenen Darstellung zusammengefasst. Das über 1000 Druckseiten umfassende Werk ist auch heute noch eine wahre Fundgrube pflanzenbaulichen Wissens.

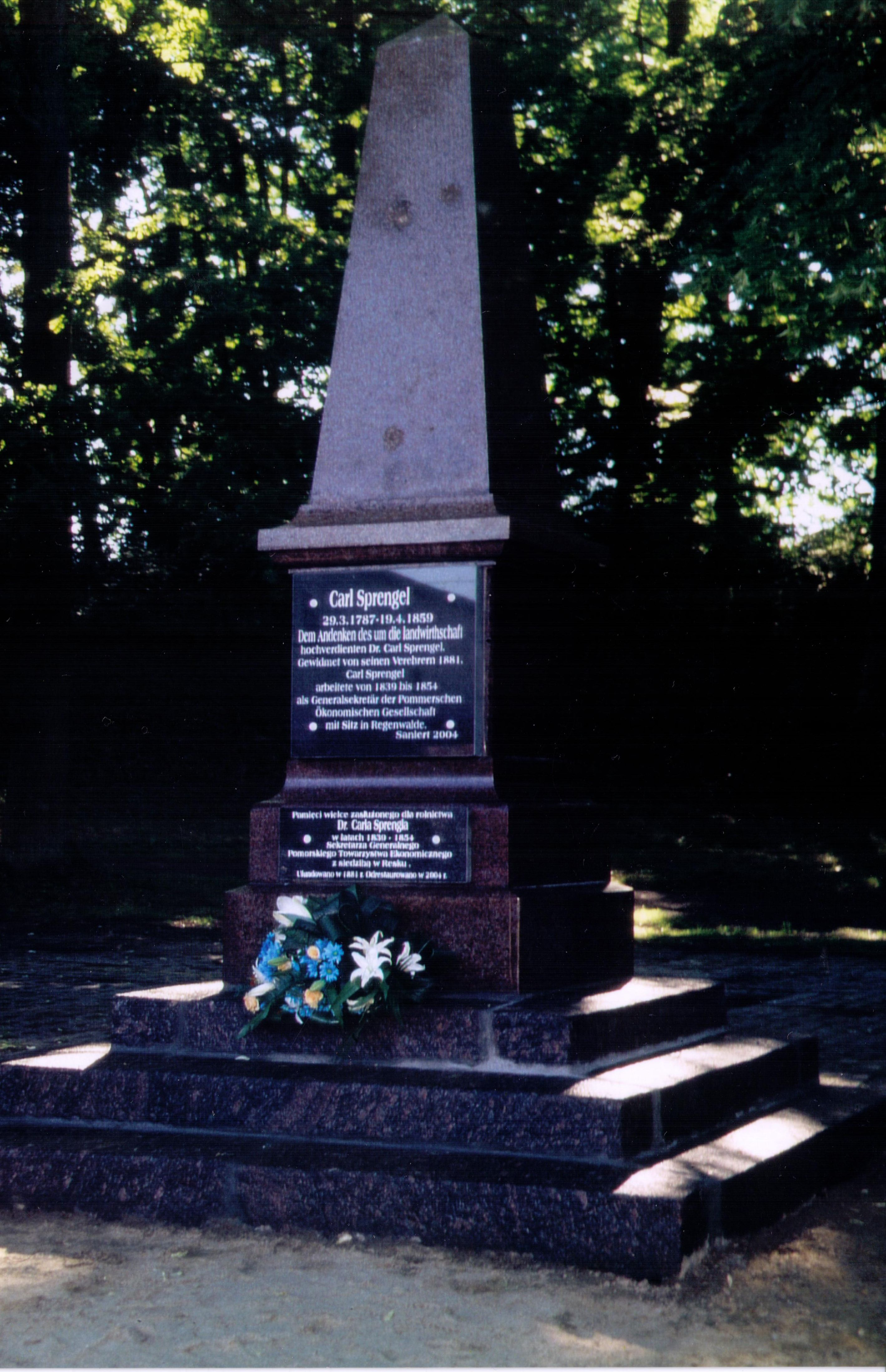
Dieses Denkmal wurde im Andenken an Carl Sprengel 1881 in Regenwalde aufgestellt.

In Regenwalde fand Carl Sprengel auch sein privates Glück. Am 30. September 1841 heiratete er im Alter von 54 Jahren die 19-jährige Juliane von Wulffen (1822–1859), Tochter eines preußischen Majors. Durch diese Ehe kam Sprengel in enge verwandtschaftliche Beziehungen zum pommerschen Adel. Der Ehe entstammen eine Tochter und ein Sohn, doch über das so spät begründete Familienleben Sprengels ist kaum etwas bekannt.
Carl Sprengel verstarb im Alter von 72 Jahren an Herzschwäche. Nach seinem Tode wurde die Landbau-Academie aufgelöst und auch die anderen von ihm geschaffenen Einrichtungen mit Ausnahme der Ackergeräte-Fabrik gingen ein. 1881 hat der Landwirtschaftliche Verein zu Regenwalde anlässlich seines 50-jährigen Bestehens einen Obelisk errichtet, der die Inschrift trug: „Dem Andenken des um die Landwirthschaft hochverdienten Dr. Carl Sprengel“. Im Zweiten Weltkrieg wurde das Denkmal stark beschädigt. Im Zuge der EU-Erweiterung ist es einer gemeinsamen Initiative deutscher und polnischer Agrarwissenschaftler und Kommunalpolitiker gelungen, mit Hilfe privater Spenden die Kriegsschäden zu beseitigen. Am 13. Juni 2004 wurde der restaurierte Obelisk im Rahmen einer feierlichen Veranstaltung als eine Gedenkstätte der europäischen Wissenschaftsgeschichte wieder der Öffentlichkeit zugänglich gemacht. Auf der noch vorhandenen Grabstätte Carl Sprengels in Resko ist 2004 ein neuer Grabstein mit einem zweisprachigen Text (deutsch-polnisch) aufgestellt worden.

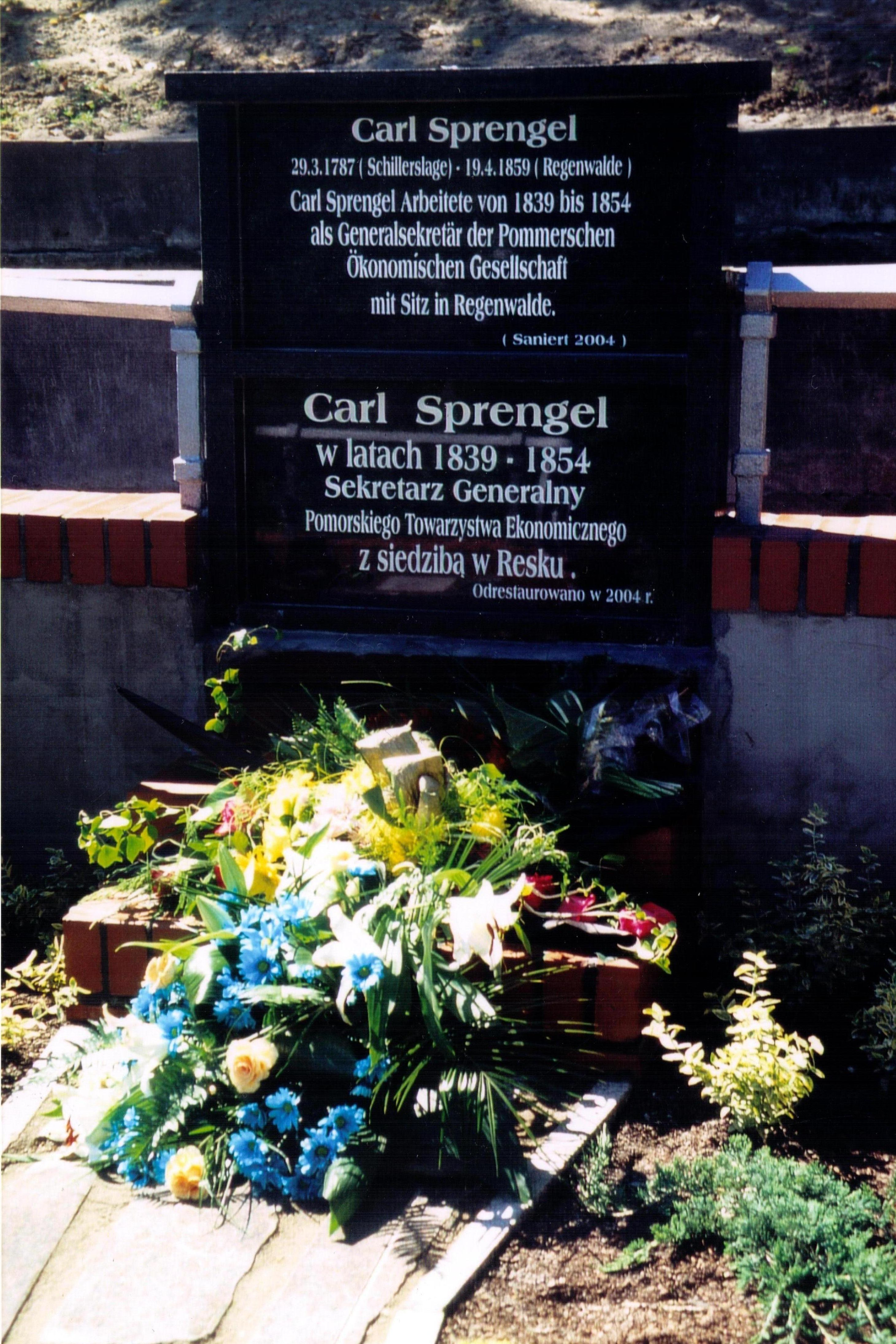
Carl Sprengels Grab in Regenwalde

## Carl Sprengel und Justus von Liebig
Fast ein Jahrhundert lang gehörte Carl Sprengel zu den „vergessenen“ Landbauwissenschaftlern. Nur wenig war über sein Leben und Wirken bekannt. Seine Verdienste auf dem Gebiet des Acker- und Pflanzenbaus wurden kaum wahrgenommen und seine Epoche machenden Entdeckungen auf dem Gebiet der Pflanzenernährung standen völlig im Schatten des Lebenswerkes Justus von Liebigs, der als der eigentliche Begründer der Lehre von der Mineralstoffernährung der Pflanzen angesehen wurde.
Die zentrale Bedeutung Carl Sprengels für die Entwicklung der neuzeitlichen Landbauwissenschaft ist erst um 1950 durch die Forschungen des Agrikulturchemikers Fritz Giesecke und seines Schülers Günter Wendt in das Bewusstsein der Öffentlichkeit gerückt worden. Die Ergebnisse ihrer historischen Studien waren eindeutig: Nicht der weltberühmte Chemiker Justus von Liebig, sondern der Thaer-Schüler Carl Sprengel war der Begründer der Lehre von der Mineralstoffernährung der Pflanzen.
Mit dieser heute weitgehend anerkannten historischen Tatsache werden die großen Verdienste Liebigs auf dem Gebiet der Agrikulturchemie in keiner Weise geschmälert. Liebig war es, der mit seinen populären Veröffentlichungen der Lehre von der Mineralstoffernährung der Pflanzen zum Durchbruch verhalf und viel dafür getan hat, den Landwirten mineralische Düngemittel zur Verfügung zu stellen. Er war der entscheidende Kämpfer für die Anerkennung der neuen Pflanzenernährungslehre in der landwirtschaftlichen Praxis.
Trotzdem erregten die Forschungsergebnisse von Fritz Giesecke und Günter Wendt seinerzeit in der Fachwelt großes Aufsehen. Ein Prioritätsstreit, wem nun die größten Verdienste auf dem Gebiet der neuzeitlichen Pflanzenernährungslehre zuzusprechen sind, wurde glücklicherweise vermieden. Der Verband Deutscher Landwirtschaftlicher Untersuchungs- und Forschungsanstalten stiftete 1954 eine Sprengel-Liebig-Medaille, um damit die untrennbaren Verdienste beider Wissenschaftler auf diesem Gebiet zu dokumentieren.

## Ehrung
Im Braunschweiger Stadtteil Völkenrode ist eine Straße nach ihm benannt, die „Karl-Sprengel-Straße“, mit der Postleitzahl 38112.

## Hauptwerke
- Nachrichten über Hofwyl in Briefen. Nebst einem Entwurfe zu landwirthschaftlichen Lehranstalten. Celle 1819.
- Chemie für Landwirthe, Forstmänner und Cameralisten. 2 Bände. Göttingen 1831 und 1832.
- Die Bodenkunde oder die Lehre vom Boden, nebst einer vollständigen Anleitung zur chemischen Analyse der Ackererden und den Resultaten von 170 chemisch untersuchten Bodenarten aus Deutschland, Belgien, England, Frankreich, der Schweiz, Ungarn, Rußland, Schweden, Ostindien, Westindien und Nordamerika – Ein Handbuch für Landwirthe, Forstmänner, Gärtner, Boniteure und Theilungscommissäre. Leipzig 1837, 2. Aufl., 1844.
- Die Lehre von den Urbarmachungen und Grundverbesserungen, oder: Beschreibung und Erklärung aller Urbarmachungen und Grundverbesserungen, welche die Sümpfe, Brüche, Hochmoore, Teiche, Haiden, Wüstungen, Wälder, Sandschollen, Dünen, felsigen Gründe, Aecker, Wiesen und Weiden betreffen. Leipzig 1838. (Digitalisat in der Digitalen Bibliothek Mecklenburg-Vorpommern)
- Die Lehre vom Dünger oder Beschreibung aller bei der Landwirthschaft gebräuchlicher vegetabilischer, animalischer und mineralischer Düngermaterialien, nebst Erklärung ihrer Wirkungsart. Leipzig 1839, 2. Aufl., 1845.
- Meine Erfahrungen im Gebiete der allgemeinen und speciellen Pflanzen-Cultur. Band 1, Leipzig 1847, Band 2, 1850, Band 3, 1852.